# Кирка (Молдова)
Кирка (рум. Chirca) — село в Новоаненском районе Молдавии. Является административным центром коммуны Кирка, включающей также село Новые Ботнарешты.

## География
Село расположено на высоте 67 метров над уровнем моря.

## Население
По данным переписи населения 2004 года, в селе Кирка проживает 1668 человек (816 мужчин, 852 женщины).
Этнический состав села:
| Национальность | Число жителей | Процентный состав |
| -------------- | ------------- | ----------------- |
| молдаване      | 1556          | 93.29             |
| украинцы       | 75            | 4.5               |
| русские        | 26            | 1.56              |
| болгары        | 7             | 0.42              |
| гагаузы        | 3             | 0.18              |
| румыны         | 1             | 0.06              |
| Всего          | 1668          | 100%              |

## История
С 1918 по 1940 гг., когда Бессарабия входила в состав Румынии, земля, на которой расположено село Кирка, принадлежала монастырю, а местные крестьяне брали её в аренду.
В 1949 году в селе был основан колхоз «М. Фрунзе», в 1968—69 гг. вошедший в состав межхозяйственного объединения «Колхозживпром». В 1968 году в Кирке был построен комплекс по производству свинины — один из самых больших в Молдавии. В 1985—92 гг. здесь выращивалось ежегодно 24 тысяч свиней. В 1973 году был основан совхоз «Дойна», чья резиденция располагалась в Новых Меренах. К совхозу отошло 260 га земли села Кирка, засаженные виноградником и садами. В 1975 году в селе начало работать предприятие по производству ветеринарных препаратов (закрылось в 2002 году).
В 1992—99 гг. в Кирке прошла приватизация земли. Было приватизировано 546 участков общей площадью 844 га.

## Экономика
Основные культуры, выращиваемые на землях села — зерновые и овощи. В селе также работает 3 карьера по добыче песка, 3 бара-магазина, мельница. Есть частные предприятия по выращиванию свиней, птиц, рыбы, пчёл.
Работают экономические агенты: SA «Anchir» (производство стройматериалов), SA «Avînt» и «Hristician Tatiana» (добыча песка), SRL «Vior Tanea» (переработка сельхозпродукции), и др.

## Культура и образование
В селе работает гимназия на 203 ученика и 15 преподавателей и детский сад на 47 детей и 2 воспитателей. Есть 2 библиотеки.